# Вурпер (Алба)
Вурпер (рум. Vurpăr) — село у повіті Алба в Румунії. Входить до складу комуни Вінцу-де-Жос.
Село розташоване на відстані 269 км на північний захід від Бухареста, 11 км на південний захід від Алба-Юлії, 86 км на південь від Клуж-Напоки.

## Населення
За даними перепису населення 2002 року у селі проживали 498 осіб.
Національний склад населення села:
| Національність | Кількість осіб | Відсоток |
| -------------- | -------------- | -------- |
| румуни         | 487            | 97,8%    |
| угорці         | 5              | 1,0%     |

Рідною мовою назвали:
| Мова      | Кількість осіб | Відсоток |
| --------- | -------------- | -------- |
| румунська | 491            | 98,6%    |
| угорська  | 5              | 1,0%     |